# Zerem
Zerem (persiska: زِروم, Zerūm, زرم) är en ort i Iran.   Den ligger i provinsen Mazandaran, i den norra delen av landet, 230 km öster om huvudstaden Teheran. Zerem ligger 1 078 meter över havet och antalet invånare är 168.
Terrängen runt Zerem är kuperad norrut, men söderut är den bergig. Zerem ligger nere i en dal. Runt Zerem är det ganska tätbefolkat, med 111 invånare per kvadratkilometer. Närmaste större samhälle är Valāmdeh, 8,7 km väster om Zerem. Trakten runt Zerem består i huvudsak av gräsmarker.